# Palais Salviati (Rome)
Pour les articles homonymes, voir Salviati.
Le palais Salviati (autrefois palais Adimari) se trouve au 82,83 Via della Lungara, dans le rione du Trastevere à Rome.

## Historique
Le palais a été construit dans la première moitié du XVIe siècle av. J.-C. par Filippo Adimari, camerarius secret du pape Léon X, sur un terrain agricole viticole de propriété de Orazio Farnese.
Le palais constitue une des plus importantes œuvres de jeunesse de Giulio Romano.
En 1552 l'édifice a été vendu au cardinal Giovanni Salviati, puis passa à son frère Bernardo Salviati, prieur de l'ordre de Saint-Jean de Jérusalem.
En 1569 le palais est restructuré par Nanni di Baccio Bigio, qui completa l'édifice avec ses formes actuelles et en amplifia le retro.
En 1794 la famille Borghese en devint propriétaire et après d'autres changements de propriété (Paccanari, Lavaggi), le palais est acheté en 1840 par le Saint-Siège pour en faire le siège de l' Archivio urbano et d'un Jardin botanique.
Avec l'expropriation de la part de l'état italien en 1870, le palais devint le siège du Tribunal Militaire et le Collège militaire.
En 1933, le palais est amplifié grâce à la construction d'une nouvelle aile cloturant la cour.
Un sacraire conserve le souvenir de l'institut lycéo-militaire.
Pendant la Seconde Guerre mondiale, pendant l'occupation Allemande de Rome, du 16 au 18 septembre 1943, un millier de Juifs capturés lors de la rafle du Ghetto de Rome furent enfermés dans ses salles jusqu'à leur déportation à Auschwitz.
Le Palais est aujourd'hui le siège de l'Istituto Alti Studi della Difesa (it) (IASD) et possède une importante bibliothèque spécialisée dans les techniques militaires et géo - politico - stratégiques.

## Description
La longue façade est symétriquement divisée en cinq sections verticales en Style bugnato avec au centre le grand portail d'entrée surmonté d'un balcon posé sur deux grands corbeaux.
À l'intérieur, au premier étage, Giulio Romano a dessiné une « chapelle » en style bramantesque.

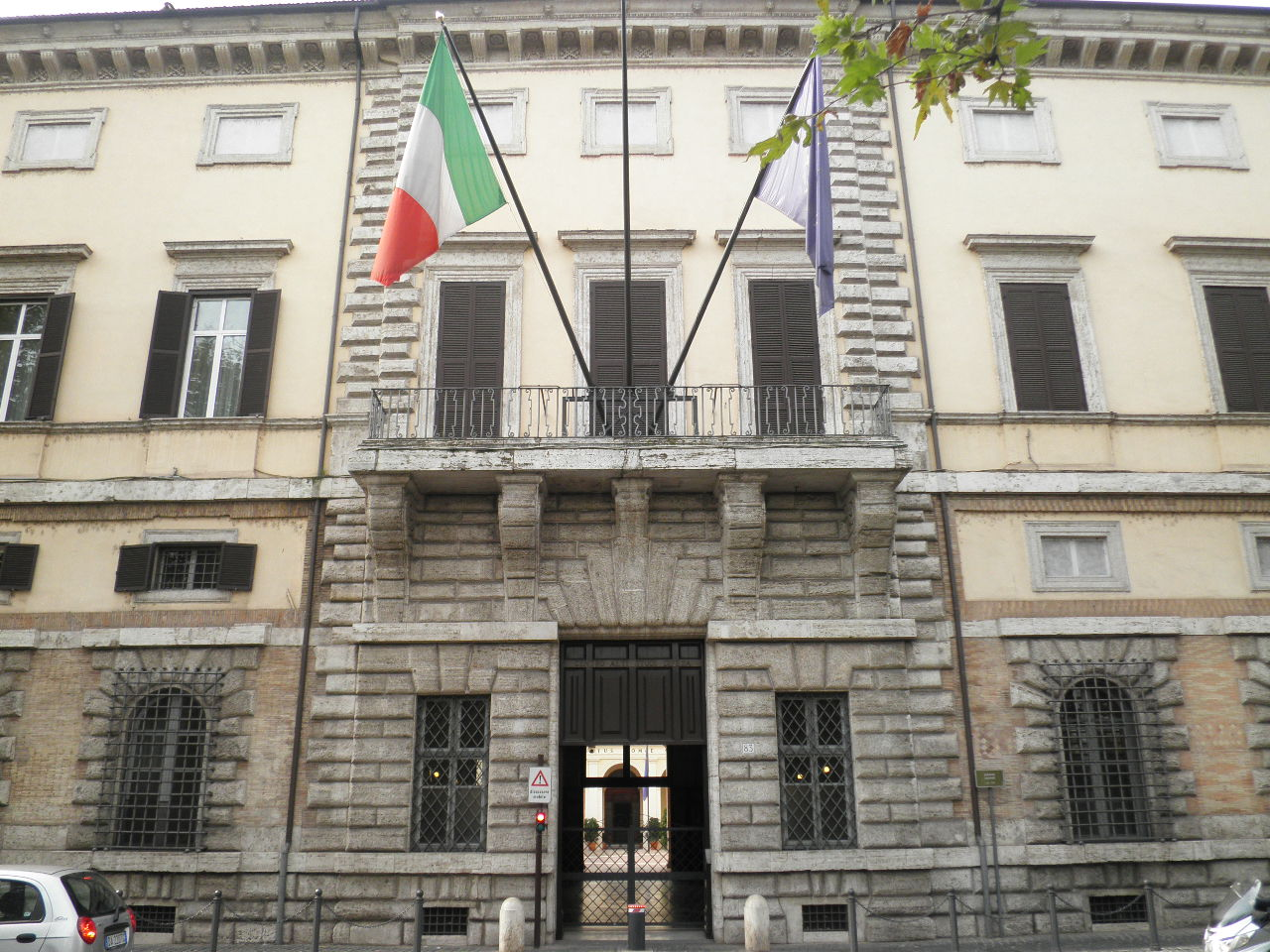
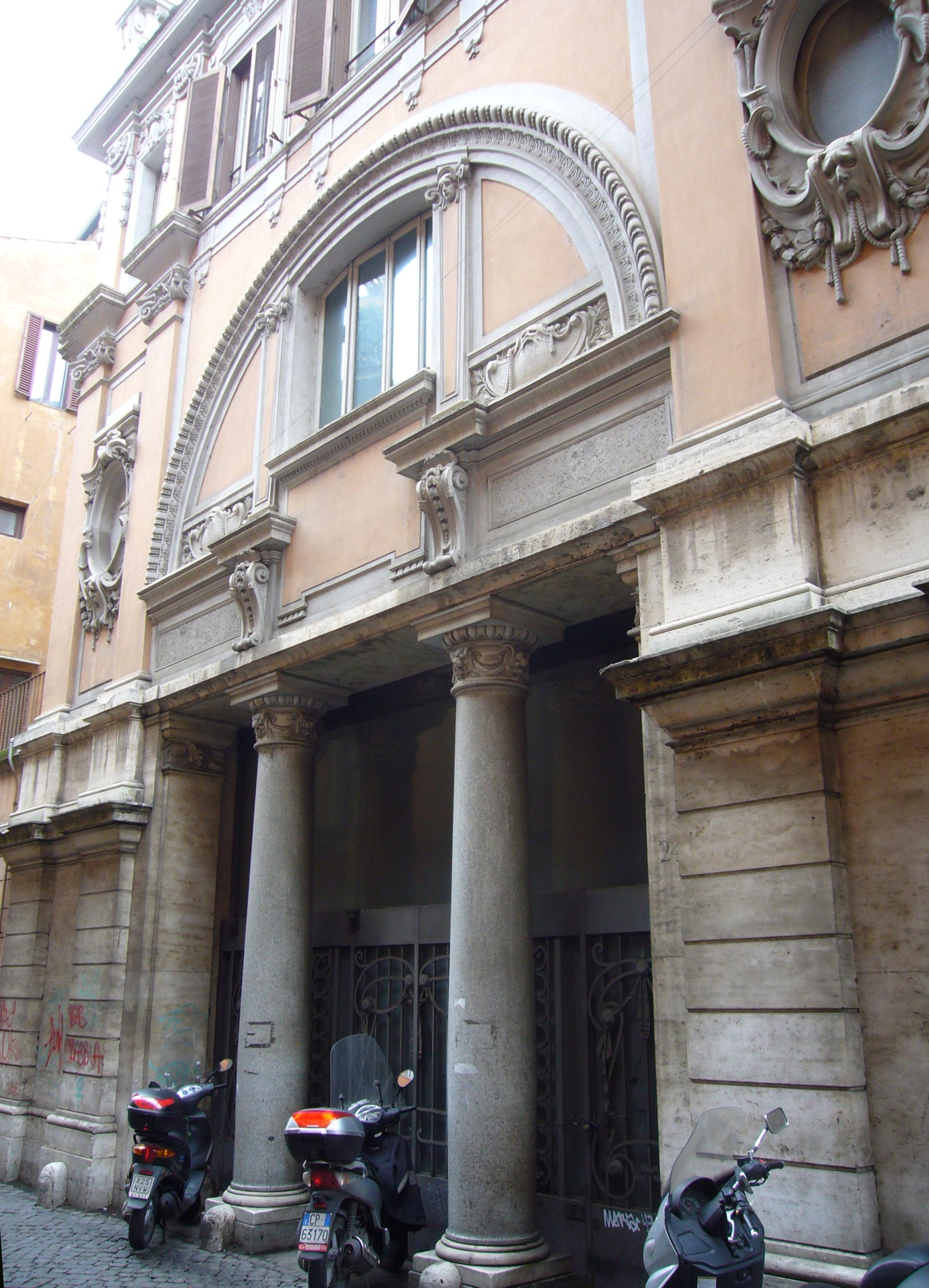
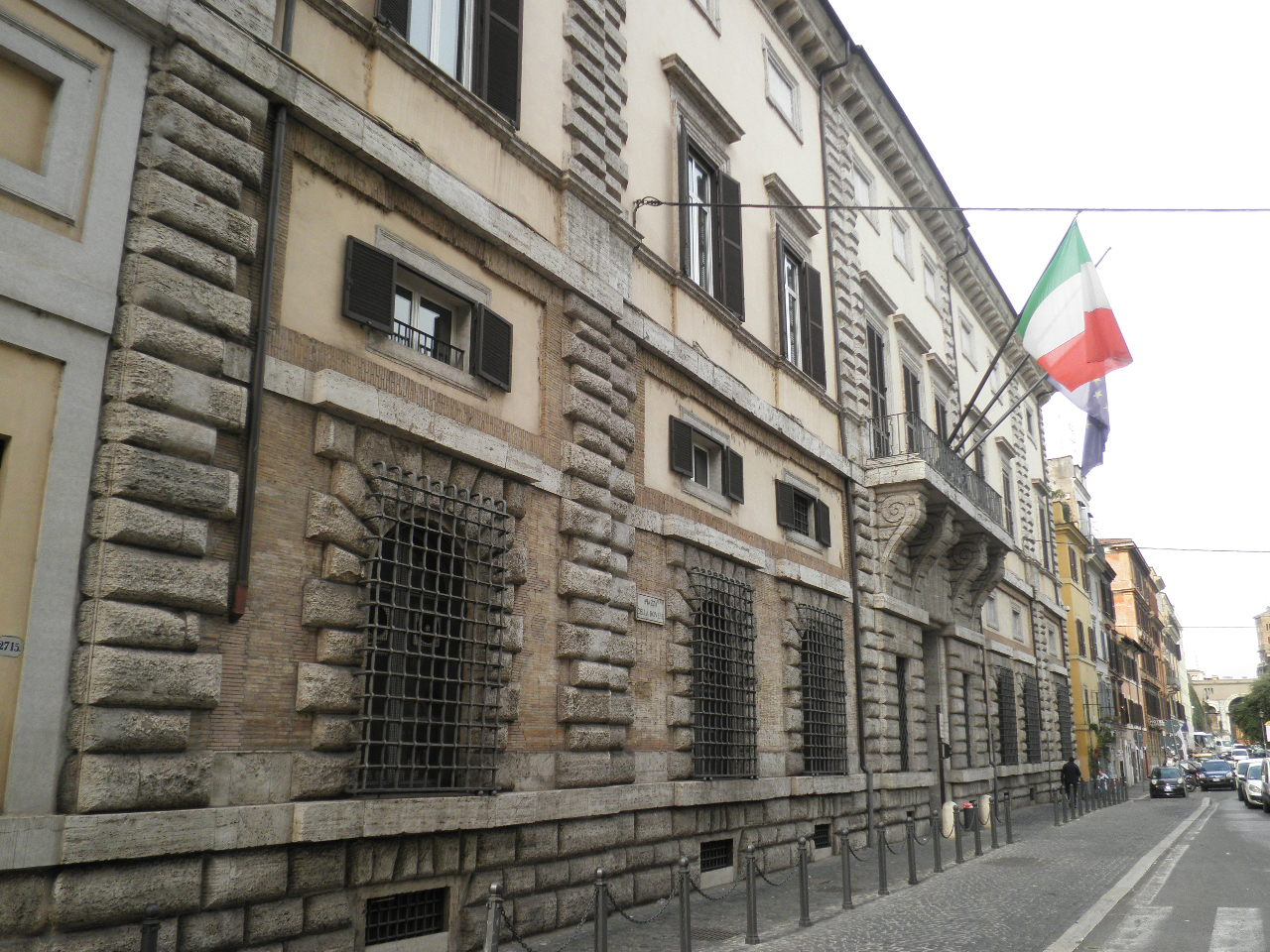
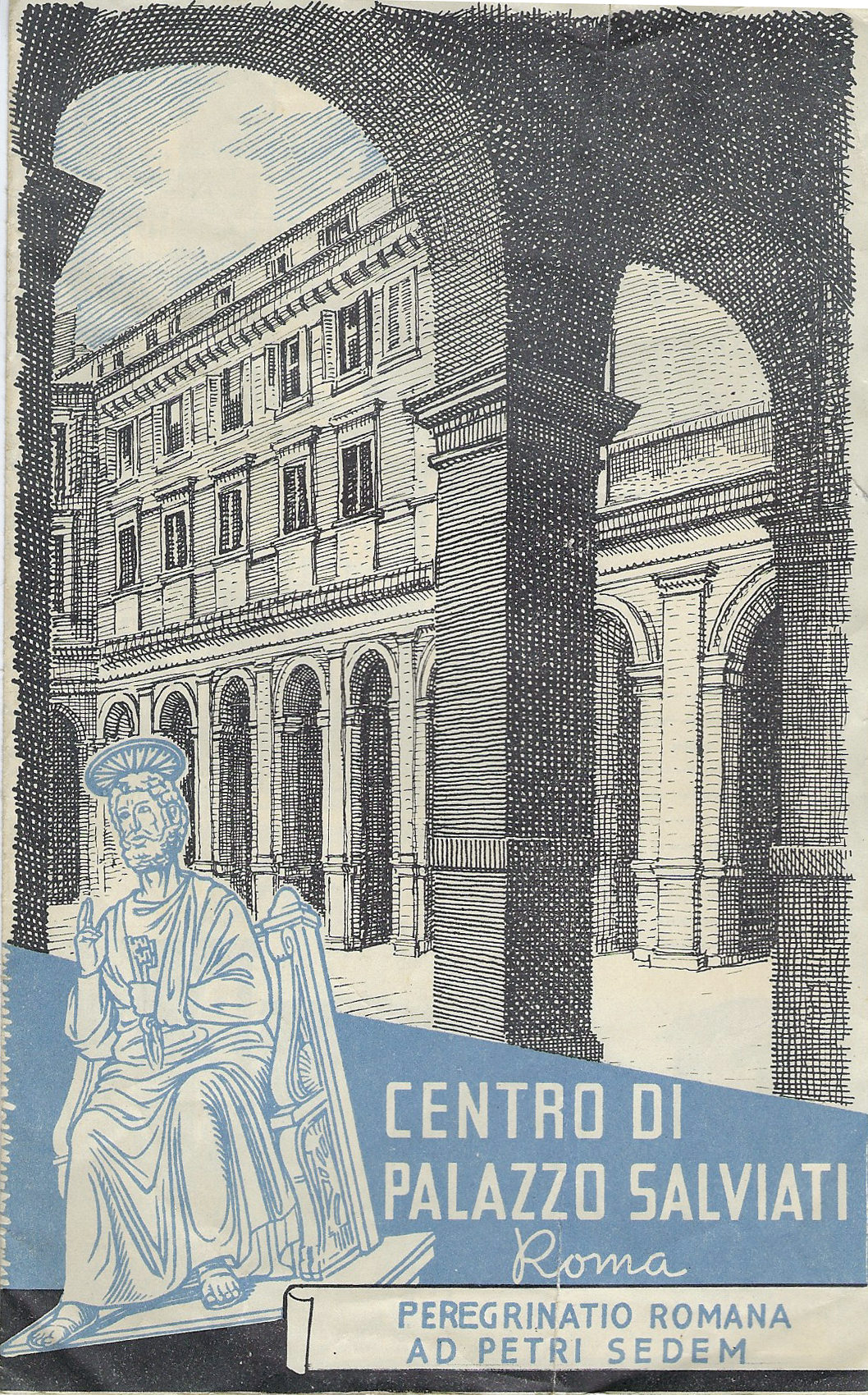
Brochure publicitaire du Palazzo Salviati comme centre d'accueil pour pélérins pendant l' Année Sainte de 1950